# Eine gewisse Tendenz im französischen Film
Eine gewisse Tendenz im französischen Film (Originaltitel: Une certaine tendance du cinéma français) ist ein Artikel des damaligen Filmkritikers und späteren Filmregisseurs François Truffaut in der Filmzeitschrift Cahiers du cinéma aus dem Jahr 1954. Truffaut kritisierte darin das behäbige französische Nachkriegskino, das er mit dem die Begriffe umwertenden Etikett „Tradition der Qualität“ versah. Der Artikel gilt als wegbereitendes Manifest für die neuen filmischen Ausdrucksformen der Nouvelle Vague und als Grundsatztext für die Politique des auteurs.

## Vorgeschichte
Bereits seit Anfang der 1950er Jahre polemisierten Redakteure der Cahiers gegen den französischen Film. So kritisierte Frederic Laclos 1951 den Regisseur Claude Autant-Lara, er engagiere sich nicht für seine Stoffe. Michel Dorsday verurteilte 1952 das Nachkriegskino, es ziehe sich selbstzufrieden auf technisch perfekte, vordergründig künstlerische und thematisch rückwärtsgewandte Filme zurück. Aus seiner Enttäuschung über den französischen Film heraus arbeitete Truffaut bereits seit mehreren Jahren an einer Generalabrechnung mit dem Kino der Zeit. Der Chefredakteur der Cahiers André Bazin erhielt 1952 einen Entwurf von Truffaut. Bazin machte Verbesserungsvorschläge und ließ den jungen Kritiker in den Cahiers Rezensionen über einzelne Filme verfassen, um ihm Schreibübung zu gewähren.

## Der Artikel
Die Nummer 31 der Cahiers du cinéma aus dem Jahr 1954 war von vornherein als Kampfansage an das etablierte Kino geplant. Neben Truffauts Artikel enthielt er eine Abhandlung von Jacques Doniol-Valcroze über die schlüpfrige und voyeuristische Abbildung von Frauen im französischen Film. Doniol-Valcroze wies bereits im Vorwort der Ausgabe darauf hin, dass die beiden Angriffe sowohl als kritischer Orientierungspunkt im Diskurs, als auch als „gemeinsamer theoretischer Konvergenzpunkt“ dienen sollten.
In seinem 14-seitigen Artikel ging Truffaut zunächst auf die filmhistorische Einordnung des von ihm betrachteten Themas ein, die Filme des „psychologischen Realismus“ der 1940er und 1950er Jahre. Von den rund 100 jährlich in Frankreich produzierten Filmen seien etwa zehn bis zwölf für ihn betrachtenswert, nämlich die Filme der prestigeträchtigsten Regisseure und Drehbuchautoren, die mit Preisen bei Filmfestivals bedacht werden. Diese repräsentierten für ihn die „Tradition der Qualität“. Diese Filme seien größtenteils Adaptionen von literarischen Werken, die nach einem durch die Drehbuchautoren Jean Aurenche und Pierre Bost entwickelten Schema, dem sogenannten „Verfahren der Äquivalenz“ für den Film umgearbeitet würden. Dieses Verfahren seziere die literarische Vorlage streng filmisch nach „drehbaren“ und „nicht-drehbaren“ Szenen. Das Ergebnis seien eine zynische Einstellung zur Vorlage und eine Ausschlachtung der Themen. Am Beispiel des nicht verfilmten Drehbuchs von Aurenche und Bost nach dem Roman Journal d'un curé de campagne von Georges Bernanos weist Truffaut seine Behauptung nach. Durch die systematische Umkonstruktion aus einem bürgerlichen Standpunkt heraus sei alles Provozierende und Revolutionäre am Drehbuch nur „Garnierung“ und diene nur dazu „die Hosen des Spießers zum Wackeln zu bringen“. Durch die Kälte der Autoren gegenüber ihren Sujets und ihrer überheblichen Haltung sei eine Identifikation mit den Figuren unmöglich. Durch die Übermacht von nur etwa sieben bis acht Drehbuchautoren, die für die Prestigefilme arbeiten, und ihre immer gleiche Arbeitsweise sei eine Monotonie entstanden, die den Cineasten vom Kino entfremde. Die tatsächlich realisierte Verfilmung des Romans durch Robert Bresson nach einem eigenen Drehbuch des Regisseurs lobt Truffaut hingegen. 
Truffaut fordert im Folgenden persönliches Interesse und persönliche Verantwortung des Filmemachers für sein Werk ein. Dazu gehöre zuerst, dem Regisseur mehr Einfluss auf den Film zu geben. Die Drehbücher sollten hingegen nicht mehr von Literaten, sondern von Filmemachern geschrieben werden, da nur diese dem Medium genug Liebe entgegenbrächten. Als positive Beispiele stellt Truffaut die Regisseure Jean Renoir, Robert Bresson, Jean Cocteau, Jacques Becker, Abel Gance, Max Ophüls, Jacques Tati und Roger Leenhardt heraus, die alle außerhalb der „Tradition der Qualität“ unter schwierigen Bedingungen produzierten. Truffaut verneint die Möglichkeit, dass beide Arten des Filmemachens nebeneinander existieren könnten: „Nun, ich kann an eine friedliche Koexistenz der ‚Tradition der Qualität‘ und eines Kinos der Autoren nicht glauben.“

## Wirkung und Einordnung
Der Artikel wurde sofort nach Erscheinen sehr kontrovers rezipiert. Während die älteren Filmkritiker verhalten bis empört reagierten, nahm die jüngere Generation der Filmkritik Truffauts Ansatz begeistert auf. Claude Mauriac, Filmkritiker beim Figaro, lobte den Artikel als längst überfällige Abrechnung mit der Behäbigkeit des Nachkriegskinos. Die beiden gescholtenen Drehbuchautoren und einige Regisseure erschienen beim monatlichen Stammtisch der französischen Filmschaffenden und diskutierten Truffauts Thesen mit der Filmkritik heftig und kontrovers. Die Cahiers erhielten eine große Anzahl Leserbriefe, in denen die Polemik des Artikels kritisiert wurde. Bazin sah sich in der Ausgabe Nr. 32 gezwungen, die Wogen zu glätten und Truffauts aggressiven Ton abzumildern; er versuchte in einem Editorial, die Polemik aus der Diskussion zu nehmen.
Jacques Laurent von der Wochenzeitung Arts wurde durch die breite Diskussion auf Truffaut aufmerksam und übertrug ihm die Verantwortung für die Filmseite. Mit großem Erfolg schrieb der junge Kritiker nun fünf Jahre für Arts und wiederholte und vertiefte dort seinen kritischen Ansatz.
Truffaut erreichte mit seinem Artikel und der Diskussion um ihn, dass die jungen Filmkritiker der Cahiers erstmals in einer breiten Öffentlichkeit wahrgenommen wurden. Er führte im Anschluss seine Argumentation mit nicht nachlassender Polemik fort und schuf die erste Grundlage für die theoretische Ausformung der Politique des auteurs, an der sich seine Kollegen wie Rivette, Godard, und Chabrol intensiv beteiligten. Das dadurch gewonnene Profil erlaubte es ihnen, Anfang der 1960er-Jahre erstmals selbst Filme machen zu können, die von Truffauts neuem Ansatz ausgingen und unter der Bezeichnung Nouvelle Vague in die Filmgeschichte eingingen. Truffauts Wertungen beeinflussten die filmwissenschaftliche Meinung nachhaltig: Während viele Werke der von ihm gerühmten Filmemacher kanonisiert wurden, geriet ein Großteil des kritisierten französischen Nachkriegskinos in Vergessenheit.

### Truffauts Artikel in deutscher Übersetzung
- François Truffaut: Eine gewisse Tendenz im französischen Film. In: Theodor Kotulla (Hrsg.): Der Film. Manifeste, Dokumente, Gespräche. Band 2: 1945 bis heute. Piper Verlag, München 1964, S. 116–131.
- François Truffaut: Eine gewisse Tendenz im französischen Film. In: François Truffaut: Die Lust am Sehen. Verlag der Autoren, Frankfurt am Main 1999, ISBN 3-88661-215-5, S. 295–313 (Filmbibliothek).

### Sekundärliteratur
- Simon Frisch: Mythos Nouvelle Vague. Wie das Kino in Frankreich neu erfunden wurde. Schüren Verlag, Marburg 2007, ISBN 978-3-89472-534-1, S. 63–87 (Zugleich: Hildesheim, Univ., Diss., 2005).
- Emilie Bickerton: Eine kurze Geschichte der Cahiers du cinéma. diaphanes, Zürich u. a. 2010, ISBN 978-3-03734-126-1.
- Luc Moullet: Truffaut et la tradition de la qualité; in: TRAFIC 100, L'écran, l'écrit, P.O.L, Paris 2016, ISBN 978-2-8180-4133-8, S. 62–66 (französisch).